# ブレア・グラント
ブレア・グラント（Brea Grant,  1981年10月16日 - ）は、アメリカ合衆国の女優である。

## 来歴
1981年、テキサス州マーシャルに生まれた。地元テキサス州で育ち、テキサス大学オースティン校へ進学した。2007年に『You're So Dead』で映画デビューしてから女優としての活動を本格化させ、青春スポーツドラマ『Friday Night Lights』などのテレビドラマへ出演して経験を積んだ。その後、ドラマシリーズ『HEROES』のシーズン3からへの出演で注目され始め、それ以降順調にキャリアを重ねている。
女優のみならず、脚本家、映画監督としての才能も発揮し、2013年にドラマ映画『Best Friends Forever』の脚本と監督を務めた。また、テレビシリーズの『The Real Housewives of Horror』の1エピソードへも脚本家として参加している。

## 出演作品

### 映画
- You're So Dead (2007)
- Corpse Run (2008)
- Middle of Nowhere (2008)
- マーダー・フィルム Midnight Movie (2008)
- マックス・ペイン Max Payne (2008)
- スターブレード Battle Planet (2008)
- ハロウィンII Halloween II (2009)
- トランス Trance (2010)
- The Weathered Underground (2010)
- The Perfect Student (2011)
- ザ・アイス THE ICE Ice Road Terror (2011) ※テレビ映画
- ウォッチャーズ Homecoming (2011)
- ギャングバスターズ The Baytown Outlaws (2012)
- Best Friends Forever (2013)
- Detour (2013)
- Status: Unknown (2014)

### テレビドラマ
- Friday Night Lights (2008)
- コールドケース 迷宮事件簿 Cold Case (2008)
- レイジング・ザ・バー Raising the Bar (2008)
- HEROES Heroes (2008 - 2009)
- Valley Peaks (2009)
- Those Aren't Muskets (2010)
- A Good Knight's Quest (2010)
- Infinity Strategists (2010)
- The Whole Truth (2010)
- The Guild (2011)
- デクスター 警察官は殺人鬼 Dexter (2011)
- Game Shop (2012)
- NCIS:LA 〜極秘潜入捜査班 NCIS: Los Angeles (2012)
- Eastsiders (2013)
- Anger Management (2013)
- The Real Housewives of Horror (2013)

## 参照
1. ↑  “Brea Grant Biography”. 2014年7月19日閲覧。